# Ковзанадзе, Ираклий
Ираклий Ковзанадзе (груз. ირაკლი კოვზანაძე, род. 29 мая 1962, Кутаиси, Грузинская ССР) — грузинский экономист, математик, педагог, государственный и политический деятель. Депутат парламента Грузии III, VI и VII созывов (2004-2008, с 2016 года). Доктор экономических наук (2002).

## Биография
Родился 29 мая 1962 года в Кутаиси, Грузинской ССР.
В 1984 году завершил обучение на механико-математическом факультете Тбилисского государственного университета, а в 1995 году успешно обучился на экономическом факультете Тбилисского университета. В 1987 году закончил аспирантуру кафедры алгебры и геометрии Тбилисского государственного университета. В 2000 году завершил обучение по международной программе в Лондонском университете в международной высшей школе финансов и банковского дела. В 2002 году защитился и стал доктором экономических наук.
С 1984 по 1987 годы был аспирантом кафедры алгебры-геометрии Тбилисского государственного университета, здесь же и преподавал. С 1988 по 1990 годы работал старшим лаборантом кафедры вычислительной математики Тбилисского государственного университета. С 1990 по 1991 годы трудился в должности старшего преподавателя кафедры алгебры и геометрии Тбилисского государственного университета. С 1991 по 1999 годы работал доцентом на кафедре алгебры-геометрии того же университета.
С 1993 по 1998 годы параллельно с преподавательской деятельностью работал в АО "Коммерческий банк Крцаниси", начальником отдела маркетинга и валютных операций, позже заместитель председателя, председатель правления, генеральный директор.
С 1998 по 2003 годы исполнял обязанности генерального директора АО "Объединенный грузинский банк".
В 2003 году вновь вернулся к педагогической работе в Тбилисском государственном университете. Профессор кафедры финансов и кредита, заведующий кафедрой.
С 2004 по 2008 годы избирался депутатом парламента Грузии 3-го созыва по партийному списку от избирательного блока "Национальное движение-демократы".
С 2008 по 2012 годы работал в Европейском банке реконструкции и развития. С 2012 по 2015 годы трудился исполнительным директором АО "Партнерский фонд". С 2015 по 2016 годы был председателем совета по финансовому надзору Национального банка Грузии.
С 2016 по 2020 годы вновь являлся депутатом парламента Грузии 6-го созыва по партийному списку от избирательного блока "Грузинская мечта - Демократическая Грузия". Председатель финансово-бюджетного комитета парламента.
В 2020 года избран депутатом парламента Грузии 7-го созыва по партийному списку от избирательного блока "Грузинская мечта -Демократическая Грузия".